# James Saumarez

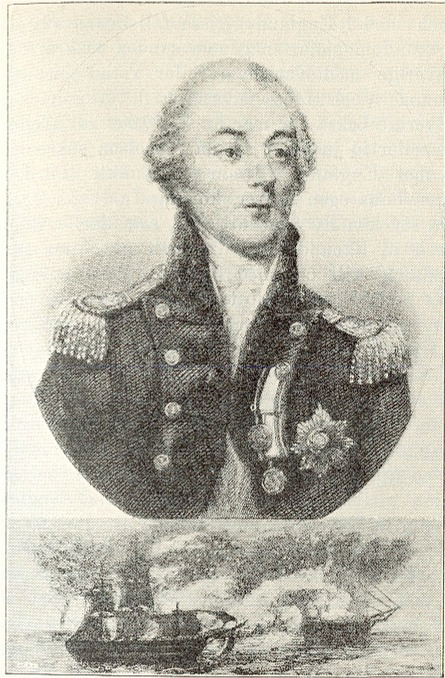
Sir James Saumarez.

James Saumarez eller Sausmarez, född 11 mars 1757, död 9 oktober 1836, adlad som 1:e baron de Saumarez 1831, var en engelsk amiral som bland annat var chef för den brittiska östersjöflottan 1808–1812. Därmed hade han stort inflytande på Sverige under dansk-svenska kriget 1808-1809, finska kriget 1808–1809 och Sveriges krig mot Storbritannien 1810–1812: framför allt bidrog han till att se till att det sistnämnda kriget endast existerade på pappret och aldrig innebar några stridshandlingar. Han dekorerades av Karl XIII med storkorset av Svärdsorden.

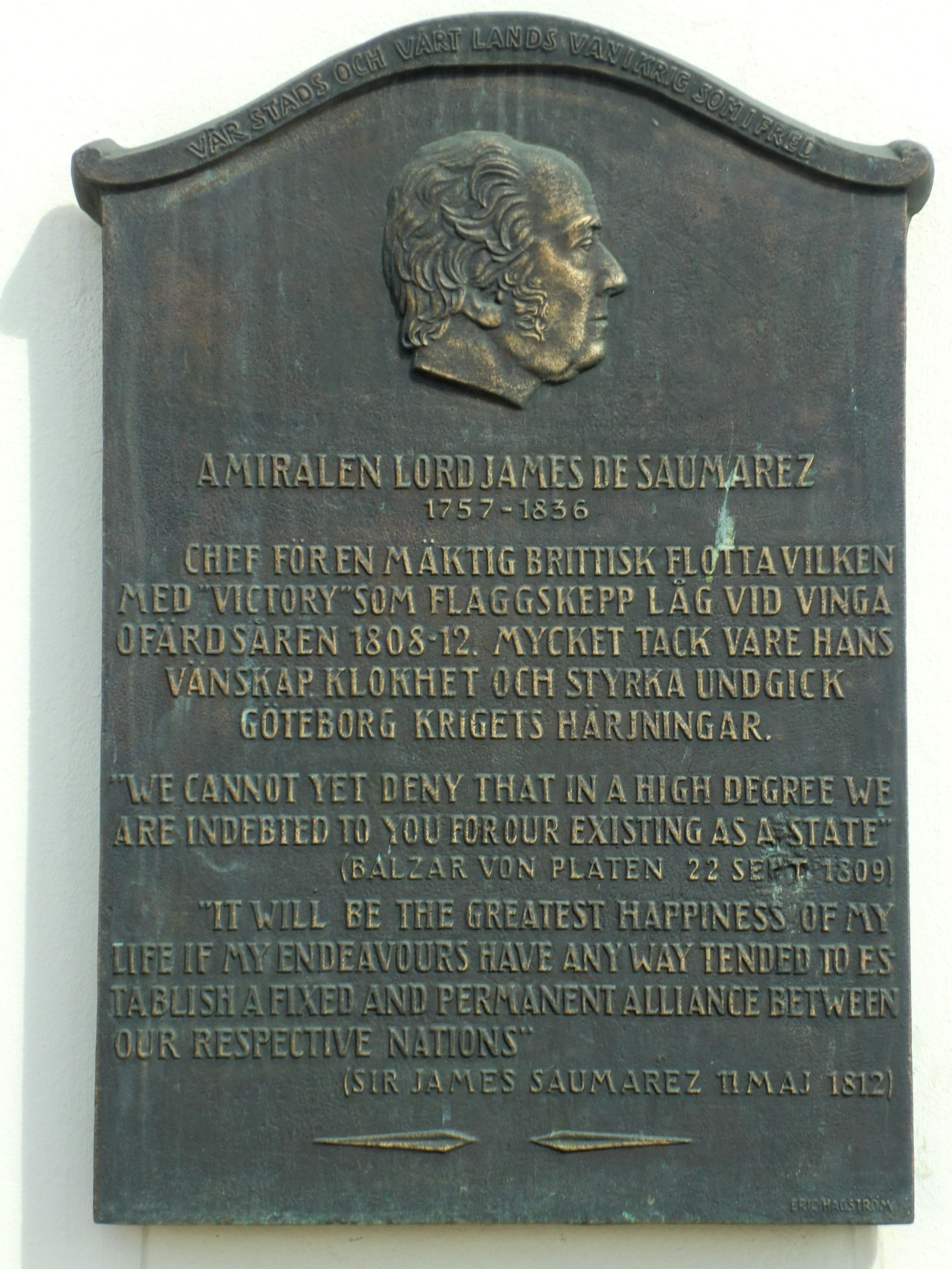
Minnesplatta över James Saumarez, och hans agerande under Napoleonkriget 1808–12, vid ingången till Göteborgs stadshus.